# Шайхелисламов, Эдуард Дамирович
Эдуа́рд Дами́рович Шайхелисла́мов (род. 17 июля 1979, Тольятти, Куйбышевская область, РСФСР, СССР) — российский  хоккеист, выступавший за клубы главной хоккейной лиги Казахстана.

## Биография
Родился в 1979 году в городе Тольятти. Воспитанник хоккейной школы местного клуба «Лада», во втором составе которого и дебютировал в 1995 году. В сезоне 1997/1998 перешёл во второй состав самарского ЦСК ВВС (первая лига).
С 1999 года по 2010 год представлял клубы высшей российской лиги: лениногорский «Нефтяник» (1999—2001, сезон 2000/2001 завершил в новочебоксарском «Соколе», игравшем в первой лиге), барнаульском «Моторе» (2001—2003), северском «Янтаре» (2002/2003), ЦСК ВВС (2003/2004, завершил сезон в красноярском «Соколе», игравшем в первой лиге), кирово-чепецкой «Олимпии» (2004/2005, завершил сезон в волжской «Ариаде», игравшей в первой лиге) и пензенском «Дизеле» (2005—2010).
В 2010—2013 годы продолжил карьеру в чемпионате Казахстана, сначала в составе клуба «Арыстан» Темиртау, затем в клубе «Астана».
В ходе сезона 2012/2013 покинул Казахстан и представлял удмуртские клубы «Ижсталь» Ижевск (Высшая хоккейная лига) и «Прогресс» Глазов (Российская хоккейная лига). завершил карьеру в следующем сезоне, вернувшись в ЦСК ВВС.